# Arhopala kota
Arhopala kota är en fjärilsart som beskrevs av Evans 1957. Arhopala kota ingår i släktet Arhopala och familjen juvelvingar. Inga underarter finns listade i Catalogue of Life.